# Bulinus barthi
Bulinus barthi е вид коремоного от семейство Planorbidae.

## Разпространение
Видът е разпространен в Кения и Танзания.